# Regatele Mon
Regatele Mon au fost instituții politice ale populației vorbitoare de limbă Mon care au condus mari părții ale Myanmarului de azi în diferite momente din ultimii 1.200 de ani. Regatele în ordine cronologică sunt Regatul Thaton (secolul IX-1057), Regatul Hanthawaddy (1287-1539) și Regatul Hanthawaddy restaurat (1740-1757).

## Statele timpurii
Primul regat consemnat atribuit populației Mon este Dvaravati,:63,76–77 care a prosperat până în jurul anului 1000 d.Hr. când capitala lor a fost jefuită de Imperiul Khmer și o parte semnificativă a locuitorilor a fugit spre vest până în Birmania Inferioară din zilele noastre și în cele din urmă au înființat societăți noi.

### Thaton (secolul al IX-lea - 1057)
Curentul de gândire predominant susține că Mon a înființat societăți mici (sau mari orașe-state) în Birmania Inferioară. Atât orașul Thaton, cât și Pegu (Bago) se cred că au fost înființate în secolul al IX-lea. Statele au fost porturi comerciale importante între Oceanul Indian și Asia de Sud-Est continentală. Totuși, conform reconstrucției tradiționale, primele state-oraș ale populației Mon au fost cucerite de Regatul Pagan din nord în 1057 și tradițiile literare și religioase ale Thaton au ajutat la modelarea civilizației pagane timpurii. Între 1050 și aproximativ 1085, meșteri și artizani ai Mon au ajutat la construirea a aproximativ două mii de monumente la Pagan, monumente ale căror rămășițe rivalizează cu Angkor Wat. Scrierea Mon este considerată a fi sursa scrierii birmane, cea mai timpurie dovadă fiind datată în 1058, un an după cucerirea Thaton, conform curentului de gândire din epoca colonială.
Cu toate acestea, cercetările recente - încă un punct de vedere minoritar - susțin că influența Mon în interior după cucerirea Anawrahta este o legendă post-pagană foarte exagerată și că Birmania Inferioară nu avea, de fapt, o politică independentă substanțială înaintea expansiunii Paganului. Posibil în această perioadă, sedimentarea deltei - care acum a dus la extinderea liniei de coastă cu 4,8 kilometri într-un secol - nu a fost suficientă, iar marea a ajuns departe spre interior, pentru a susține o populație la fel de mare ca și populația modestă de la sfârșitului epocii precoloniale. (Cele mai vechi dovezi ale scrierii birmane sunt datate din 1035, și posibil încă din 984 d.Hr. Cercetări recente susțin că scrierea Pyu a fost sursa scrierii birmane.)
Deși dimensiunea și importanța acestor state sunt încă dezbătute, toți savanții acceptă faptul că, în timpul secolului al XI-lea, Pagan și-a stabilit autoritatea în Birmania Inferioară și această cucerire a facilitat creșterea schimbului cultural, dacă nu populația Mon locală, atunci cu India și cu fortăreața Theravada din Sri Lanka. Din punct de vedere geopolitic, cucerirea de către Anawrahta a Thaton s-a lovit de avansul khmerilor pe coasta Tenasserim.

## Hanthawaddy (1287–1539, 1550–1552)
În 1287, Imperiul Pagan s-a prăbușit din cauza invaziilor mongole și toate statele sale vasale au devenit independente. În actuala Birmanie Inferioare, Wareru a înființat un regat pentru poporii vorbitori de limbă Mon, numit Ramannadesa, prin unirea a trei regiuni vorbitoare de Mon din Birmania Inferioară: Martaban (Mottama), Pegu (Bago), delta Irrawaddy. Prima capitală a regatului a fost Martaban, dar capitala a fost mutată la Pegu în 1369.
În primii 100 de ani, regatul a fost doar o adunare liberă de trei regiuni vorbitoare de limbă Mon. Regi din capitală aveau puțină autoritate asupra vasalilor. În Martaban a avut loc o rebeliune deschisă din 1363 până în 1389. O conducere mai centralizată a apărut odată cu domnia regelui Razadarit, care nu numai că a unit cu fermitate cele trei regiuni vorbitoare de Mon, dar a reușit cu succes să oprească avansul Regatului Ava din nordul Myanmar în războiul de patruzeci de ani (1385-1424). Războiul s-a încheiat într-un impas, dar a fost o victorie pentru Hanthawaddy, deoarece Ava a renunțat în sfârșit la visul său de a restabili Imperiul Pagan. În anii care au urmat războiului, Pegu a ajutat ocazional statele vasale sudice Prome și Toungoo în rebeliunile lor, dar a evitat cu atenție să se implice într-un război pe scară largă.
După război, Hanthawaddy a intrat în epoca de aur, în timp ce rivalul său Ava a ajuns treptat în declin. Din 1420 până în 1530, Hanthawaddy a fost cel mai puternic și prosper regat al tuturor regatelor post-pagane. Sub un șir de monarhi deosebit de capabili - Binnya Ran I, Shin Sawbu, Dhammazedi și Binnya Ran al II-lea - regatul s-a bucurat de o lungă epocă de aur, profitând de comerțul exterior. Comercianții săi făceau comerț cu comercianți de peste Oceanul Indian, umplând tezaurul regelui cu aur și argint, mătase și mirodenii și toate celelalte lucruri din comerțul modern timpuriu. Regatul a devenit, de asemenea, un centru celebru al budismului Theravada. A stabilit legături puternice cu Ceylonul și a încurajat reformele care s-au răspândit ulterior în toată țara.
Sfârșitul puternicului regat a venit brusc. Datorită lipsei de experiență a regelui Takayutpi, regatul a fost capturat de un regat mai mic aflat la nord, Regatul Toungoo în 1539 condus de regele Tabinshwehti și adjunctul său, generalul Bayinnaung. Toungoo a capturat delta Irrawaddy și Pegu în 1538-1539 și Martaban în 1541. Regatul a fost reînviat pe scurt în 1550 după ce Tabinshwehti a fost asasinat, dar Bayinnaung a învins repede rebeliunea în 1552.

## Hanthawaddy restaurat(1740–1757)
Deși regii Toungoo au guvernat toată Birmania Inferioară până la mijlocul secolului al XVIII-lea, epoca de aur a Hanthawaddy a fost amintită cu drag de Mon. În 1740, s-au ridicat împotriva unei slabe dinastii Toungoo și au reușit să restabilească regatul Hanthawaddy decăzut. Sprijinit de francezi, regatul din nord s-a răsculat rapid într-un spațiu din Birmania de Jos și și-a continuat avansul spre nord. La 23 martie 1752, forțele sale au capturat Ava și au pus capăt dinastiei Toungoo, care a durat 266 de ani.
O nouă dinastie numită Konbaung condusă de regele Alaungpaya s-a ridicat în Birmania Superioară pentru a contesta forțele din sud și a continuat să cucerească toată Birmania Superioară până în ianuarie 1754. După ce a doua invazie Hanthawaddy a Birmaniei Superioare a eșuat în mai 1754, conducerea regatului a ucis familia regală Toungoo, ca măsură de apărare, și a persecutat etnicii birmani în sud, ambele acțiuni întărind puterea lui Alaungpaya. În 1755, Alaungpaya a invadat Birmania Inferioară. Forțele Konbaung au capturat delta Irrawaddy în mai 1755, francezii au apărat portul Thanlyin în iulie 1756, și apoi capitala Pegu în mai 1757.
Căderea Hanthawaddy-ului restaurat a fost începutul sfârșitului dominării seculare vechi din Birmania Inferioară. Represaliile armatelor Konbaung au obligat mii de etnici Mon să fugă în Siam. Până la începutul secolului al XIX-lea, asimilarea, inter-căsătoria și migrația în masă a familiilor din Birmania din nord au redus populația Mon la o mică minoritate.